# Pausania di Gela
Pausania di Gela (Gela, ... – dopo il 430 a.C.) è stato un medico siceliota del V secolo a.C..

## Biografia
Di Gela, Pausania vantava mitiche discendenze da Podalirio, a sua volta collegato ad Asclepio.
Fu allievo ed amasio di Empedocle, che gli dedicò il suo poema Sulla natura e sarebbe stato autore di un trattato Sul respiro. Anche a lui è dedicato un epigramma, che l'Antologia greca attribuisce a Simonide, mentre Diogene Laerzio ad Empedocle.